# Kukovîci, Mena
Kukovîci (în ucraineană Куковичі) este localitatea de reședință a comunei Kukovîci din raionul Mena, regiunea Cernihiv, Ucraina. În secolul al XIX-lea, satul făcea parte din volostul Mena, uezdul Sosnîțea.

## Demografie
Componența lingvistică a localității Kukovîci
     Ucraineană (99,01%)
     Alte limbi (0,99%)
Conform recensământului din 2001, majoritatea populației localității Kukovîci era vorbitoare de ucraineană (99,01%), existând în minoritate și vorbitori de alte limbi.